# Arthur Levasseur

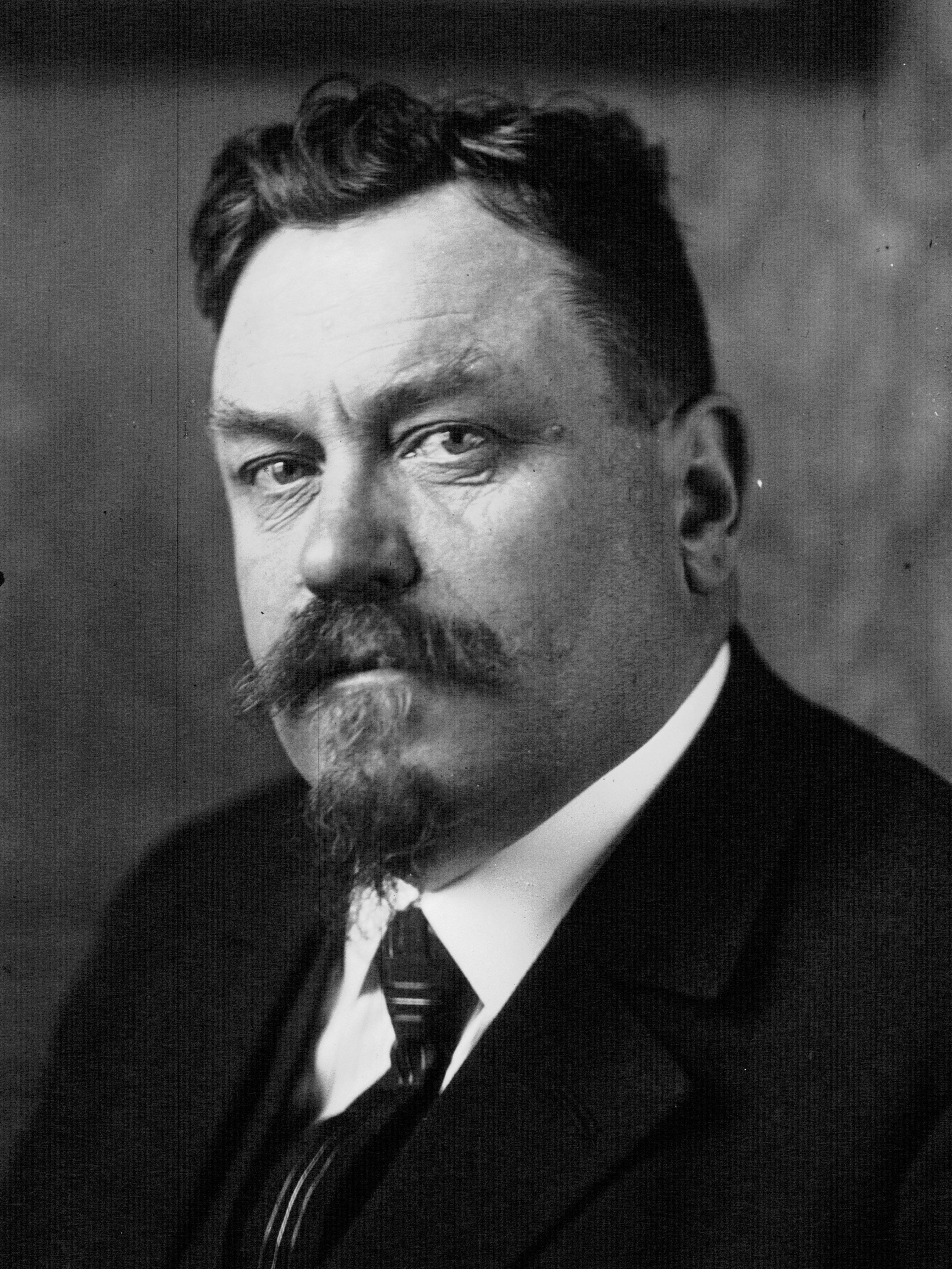
Arthur Levasseur

Arthur Levasseur (* 4. Februar 1875 in Persan, Département Seine-et-Oise; † 5. Oktober 1955 in Gif-sur-Yvette, Département Seine-et-Oise) war ein französischer Politiker.

## Leben
Levasseur stammte aus einer Arbeiterfamilie und schloss sich früh sozialistischen Bewegungen an. Über die Parti ouvrier français Jules Guesdes kam er zur SFIO. 1919 wurde er aus dieser ausgeschlossen, nachdem er für eine unabhängige Liste zu den Wahlen angetreten war. Danach beteiligte er sich an der Gründung der Parti socialiste français (PSF) und vwar später Mitglied der Parti républicain-socialiste (PSR). Er vertrat von 1914 bis 1928 das Département Seine in der Abgeordnetenkammer.
In den Regierungen von Paul Painlevé und Aristide Briand diente er vom 17. April 1925 bis 19. Juli 1926 als Hochkommissar für das Wohnungswesen.
Danach unterlag er bei den nationalen Wahlen 1928 und 1932 – zuletzt als Kandidat der rechten Mitte. Er zog sich nach Gif-sur-Yvette zurück, wo er von 1935 bis 1944 und ab 1947 bis zu seinem Tod 1955 Bürgermeister war.
Levasseur wurde als Ritter der Ehrenlegion ausgezeichnet.